# EkenCenter

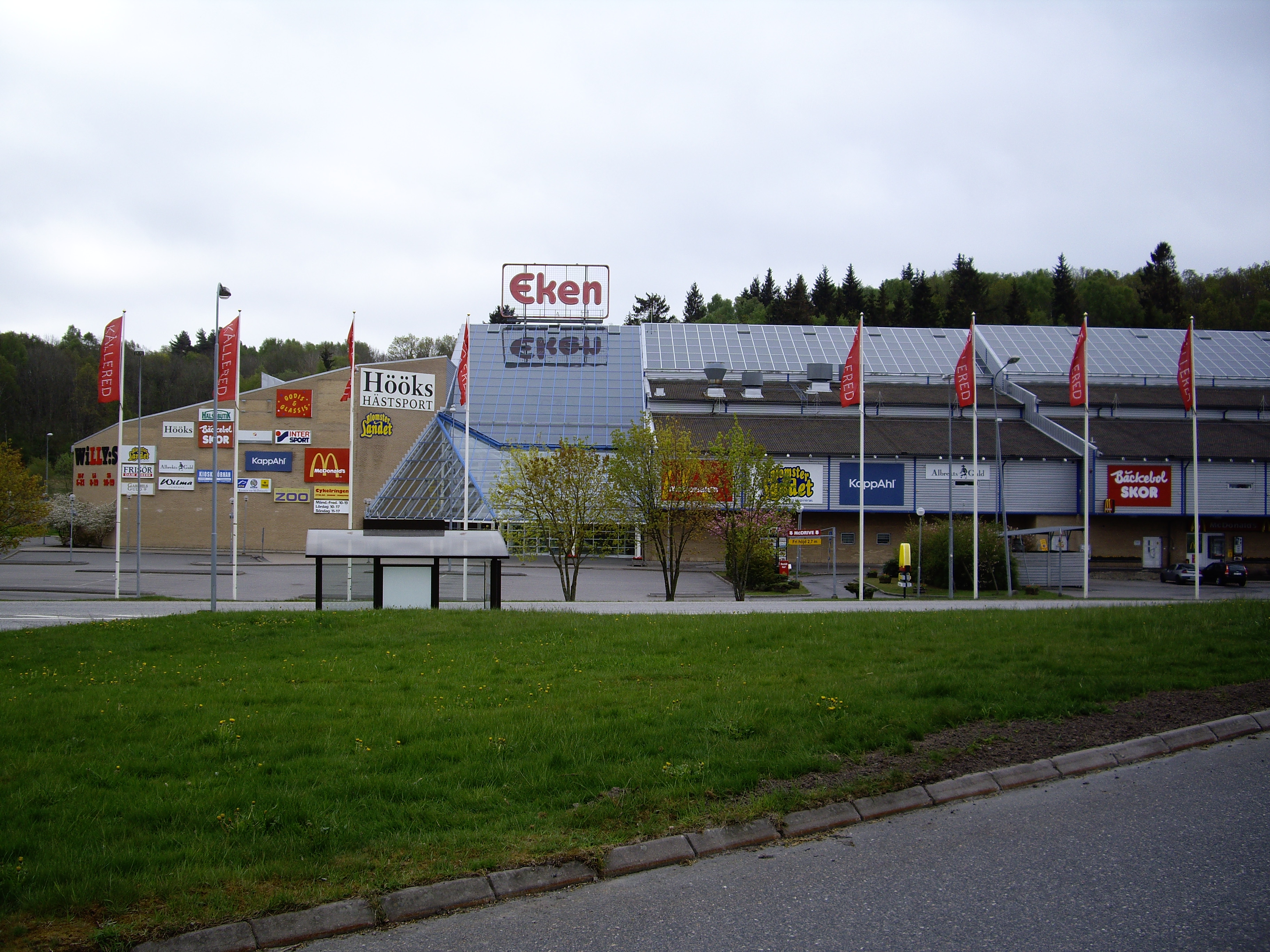
Eken Centers östra del

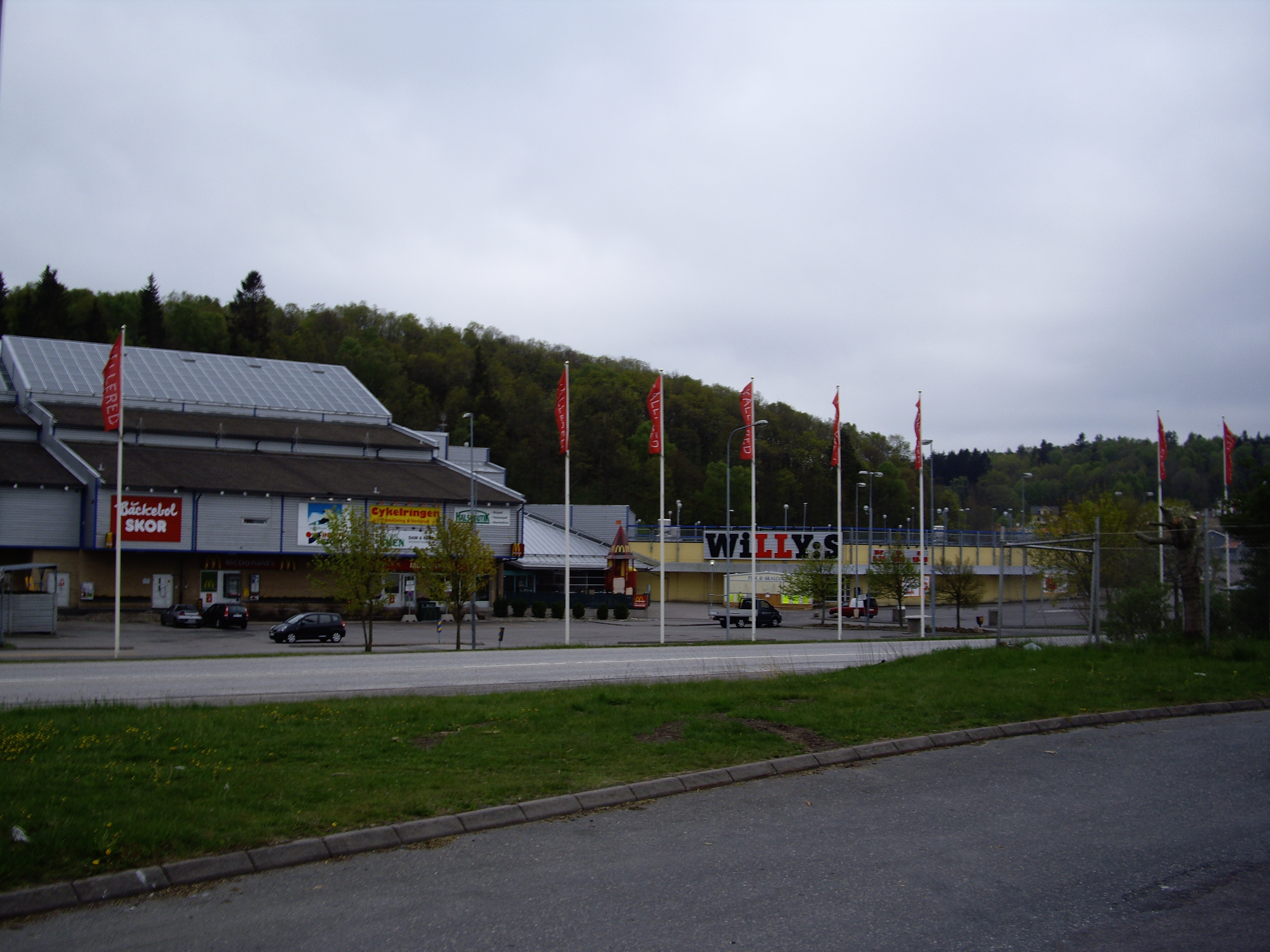
Eken Centers västra del

EkenCenter var ett köpcenter i Kållered i Mölndals kommun som bestod av cirka 25 butiker och byggdes 1990. Köpcentret låg väster om E6/E20 söder om Ikea och Coop Forum. 
År 1999 gjordes en tillbyggnad av Bra Storlivs, som senare togs över av Willys. EkenCenter hade under de sista åren svårt att hyra ut lokaler, bland annat på grund av konkurrens från andra köpcentrum. Byggnaden revs 2013 och på platsen uppfördes en byggnad som även den innehåller detaljhandel.